# Xenia Onatopp
Xenia Zaragevna Onatopp (em russo:  Ксения Зарагьевна Онатопп, transl. Kseniya Zarag'yevna Onatopp) é uma personagem do filme 007 contra Goldeneye, décimo-sétimo da série cinematográfica de James Bond e o primeiro com Pierce Brosnan no papel do espião britânico.

## Características
Com um visual exótico e extravagante, Xenia é uma ex-piloto de caças da Força Aérea Soviética. Com o fim da URSS, ela se juntou ao sindicato internacional do crime Janus, comandando pelo renegado agente do MI-6 Alec Trevelyan.
Representação clássica da femme fatale, ela consegue ter prazer sexual durante seus assassinatos, estrangulando seus amantes na cama. Uma das principais capangas do filme, foi interpretada pela holandesa Famke Janssen.

## No filme
Xenia aparece primeiramente num iate, matando um almirante canadense durante o sexo, estrangulando-o com as pernas, enquanto seu cúmplice rouba os cartões de identificação do militar, que permitem acesso ao protótipo do super helicóptero francês Tiger. Xenia rouba o helicóptero em Monte Carlo e usa-o mais tarde para ir ao Centro de Controle Espacial russo em Severnaya, junto com o renegado general Ourumov, onde metralha todos os técnicos, militares e cientistas da base - à exceção de Natalya Simonova, escondida - ficando sexualmente excitada com o morticínio, enquanto Ourumov rouba os códigos de acesso do satélite Goldeneye.
Ela faz contato com Bond num banho turco em São Petersburgo, e após uma relação de sedução selvagem, em que ela morde 007 e tenta estrangulá-lo, Bond a imobiliza e a intima, sob a mira da pistola, a ser levado até a organização Janus.
Em seu encontro final com 007, na selva de Cuba, onde se encontra a base da Janus e de Trevelyan, ela aparece após a queda do helicóptero que transportava o espião e Natalya Simonova em exploração da ilha. Emboscando a dupla, Xenia aplica uma chave de pernas em Bond, começando a estrangulá-lo, e ataca Natalya. Quase inconsciente, ele consegue agarrar a corda pela qual ela desceu num rapel de outro helicóptero que paira acima deles, pega o fuzil AK-47 de Xenia e dispara contra a aeronave, fazendo-a subir para escapar. Como resultado, o movimento liberta Bond das pernas de Xenia e a corda que prendia a capanga ao helicóptero pelo cinto de segurança é puxada com força para cima, com Xenia morrendo esmagada pelo impacto do corpo nos troncos das árvores. Após sua morte, Bond ironiza: "Ela sempre gostou de um bom aperto"